# Trnovec
Trnovec är en ort i Kroatien.   Den ligger i länet Međimurje, i den norra delen av landet, 70 km norr om huvudstaden Zagreb. Trnovec ligger 176 meter över havet och antalet invånare är 4 147.
Terrängen runt Trnovec är platt. Runt Trnovec är det ganska glesbefolkat, med 47 invånare per kvadratkilometer. Närmaste större samhälle är Varaždin, 9,2 km söder om Trnovec. Omgivningarna runt Trnovec är en mosaik av jordbruksmark och naturlig växtlighet.